# Kuranji Hulu
Kuranji Hulu is een bestuurslaag in het regentschap Padang Pariaman van de provincie West-Sumatra, Indonesië. Kuranji Hulu telt 21.313 inwoners (volkstelling 2010).